# ヴィングスト
ヴィングスト（ドイツ語: Wingst、低地ドイツ語: Wingst）は、ドイツ連邦共和国ニーダーザクセン州クックスハーフェン郡ザムトゲマインデ・ラント・ハーデルンに属す町村（以下、本項では便宜上「町」と記述する）である。

## 地理

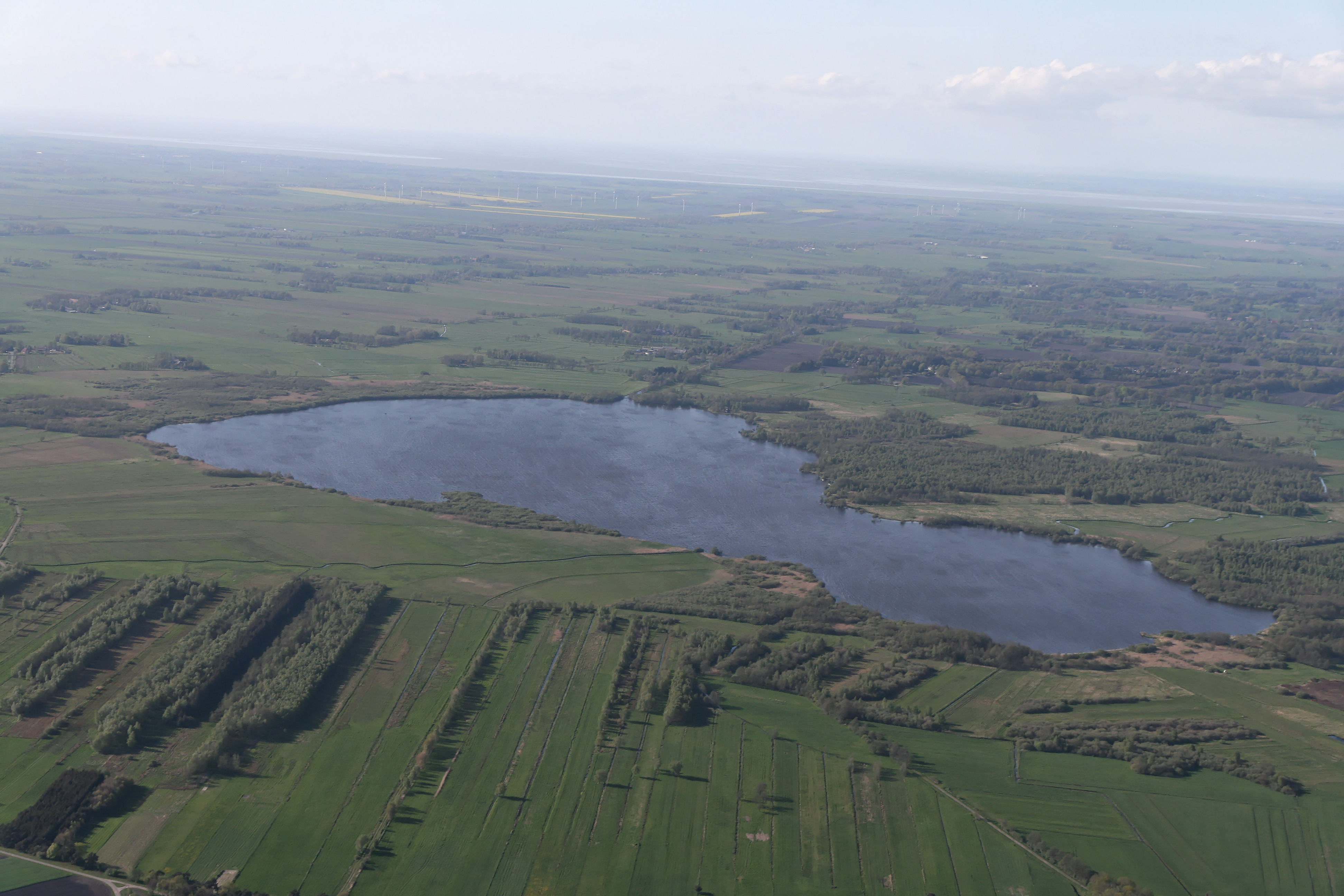
バルク湖

### 位置
ヴィングストは、エルベ川が北海に注ぐ河口から約 35 km 東、オーステ川下流域のやや西側に位置する。この町の集落はおおむねヴィングスト丘陵に位置している。それは連邦道 B73号線および観光街道「緑の海岸道路」沿いのヘムモールの北西にあたる。
ヴィングスト町の南西部にバルク湖がある。

### 自治体の構成
| - アルトケーディンゲン - バルクカンプ - ドプロック - エラーブルーフ - ゲーストベルク - グリフト - ヘーデン - ヘフトグルーベ | - オッペルン - ゼーモール - ジューダーブッシュ - フォイクトディング - ヴェスターハム - ヴァッサーミューレ - ヴァイセンモール - ツォルバウム |

## 歴史

### 町村合併
1970年6月1日に、フォイクトディングがこの町に合併した。さらに1972年7月1日にオッペルンがこれに加わった。

## 住民

### 人口推移

1910年以降の人口推移

出典: 1910年、1925年 - 1939年、1950年、1987年 - 2017年（それぞれ12月31日時点）

## 行政

### 議会
ヴィングストの町議会は、15人の議員で構成されている。これは人口 3,001人から5,000人のザムトゲマインデに属す町村の議員定数である。議員は5年ごとに住民の選挙で選出される。

### 首長
町議会は、議員のパトリック・パヴロフスキ (CDU) を任期中の名誉職の町長に選出した。
第二次世界大戦以後の町長を列記する:
- 1946年 - 1952年: エルンスト＝アウグスト・フォン・デア・ヴェンゼ (DP)[11]
- 1952年 - 1964年: クラウス・グリュージング[11]
- 1964年 - 2001年: クラウス・フェーゲ（デア・エルテーレ）、(CDU)[11]
- 2001年 - 2008年: クラウス・フェーゲ（デア・ユンゲーレ、血縁関係はない）、(CDU)[12]
- 2008年 - 2011年: ラインハルト・ポッペ (CDU)[12]
- 2011年 - 2016年: ミヒャエル・シュロボーム[13]
- 2016年 - : パトリック・パヴロフスキ (CDU)[10]

### 紋章
図柄: 緑地。銀色の山に銀色のモミの木。左右に金色の穀物の穂。
解説: モミの木は、太古からのヴィングストの森を意味している。穀物の穂は、住民を養ってきた農業を表している。

## 文化と見所

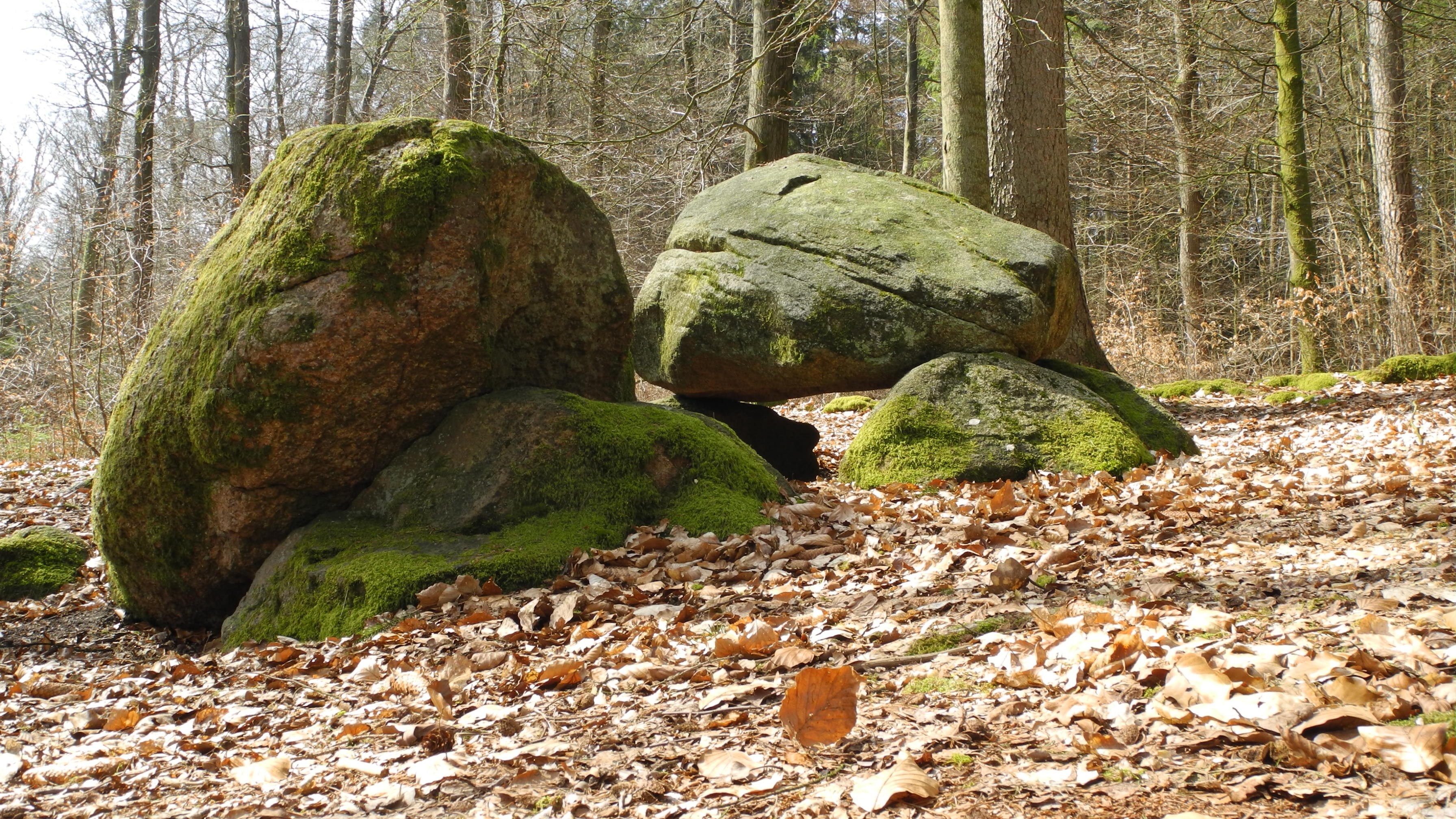
ヴィングスト巨石墓

### 建築物
- ブーゲンハーゲン・ハウスは、1533年/34年のブーゲンハーゲン聖書にちなんで名付けられた。前の持ち主であるアルトケーディンゲンンのアウグスト・ヴィンター氏は、ポンメルンの宗教改革家[訳注 1]の聖書を教会組織に寄贈した。ブーゲンハーゲンは、低地ドイツ語で説法を行っていたため、6月の彼の名誉を讃える教会祭でも低地ドイツ語による説法が行われる。
- 聖ミヒャエリスハウスは1989年に建設され、ミヒャエルの日にあたる1989年9月29日に完成した。
- 高さ 23 m の展望塔「ドイチャー・オリンプ」は同名の丘（高さ 53 m）の上にある。何年もの間空き家となっていたこの塔は、2014年にヴィングスト町によって修復され、これ以後再び立ち入れるようになった。
- ヴィングスト巨石墓
- 浄水場

- ドイチャー・オリンプの展望塔
- ヴィングスト浄水場

### 博物館
ヴァルト博物館（森の博物館）は、ヴィングストの森の動植物を展示している。この博物館は1966年に開館した。2013年に、特に子供向けに、人間によって危機に瀕した動植物が生息域の間で助け合う関係を明らかにするよう、インタラクティブな展示をコンセプトにリニューアルされた。この博物館は、保護文化財に指定された300年前の木組み建築の中に入居している。この建物は、1739年にヴィングスト唯一の学校として記録されており、その古さは確実に証明されている。ここには小さな教室が1つと教員のための小さな宿舎があるだけだった。ヴァッサーミューレ地区の、ヴィングスト動物園やドイツ・オリンプの近くにある博物館は、申請によって開館する。この博物館は、2011年に組織された支援協会が近代的な博物館のコンセプトに基づき活動を行っている。

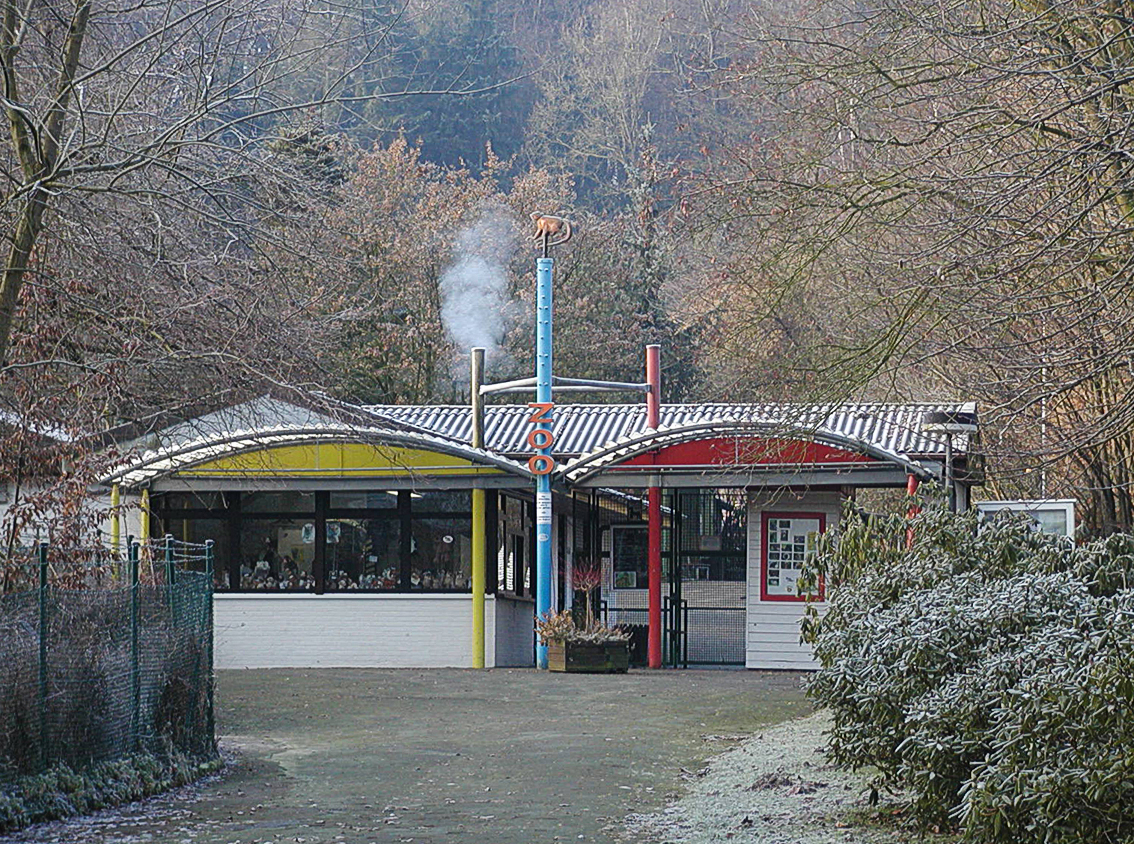
ヴィングスト動物園の入り口

### ヴィングスト動物園
現在のヴィングスト動物園は、1972年の夏に動物販売業者ルーエによってベビー＝ツォー（子供動物園）として開園した。ここは専ら、他の動物園から、多く生まれすぎた子供や親が育児放棄した子供の動物を受け容れていた。そうした動物の赤ちゃんが買い取られ、飼育係によって育てられた。その子供たちは往々にして動物園の動物の「第二世代」であり、その両親が「野生の捕獲物」であるのに対して、人間とともに暮らしていた。開園当初多くの檻が少し狭かった。2000年頃からヴィングスト動物園に新しいコンセプトが導入された。現在ヴィングスト動物園では、広々とした自然を模して造られた檻で動物のグループをゆっくり観察することができる。2006年/07年、動物園はオオカミとクマの世界が拡張された。動物園の中核エリアであるふれあいエリアは2009年に新しく造られたもので、ニーダーザクセンの農場の姿で造られている。2012年からホワイトタイガーの「Tamuti」がいる。

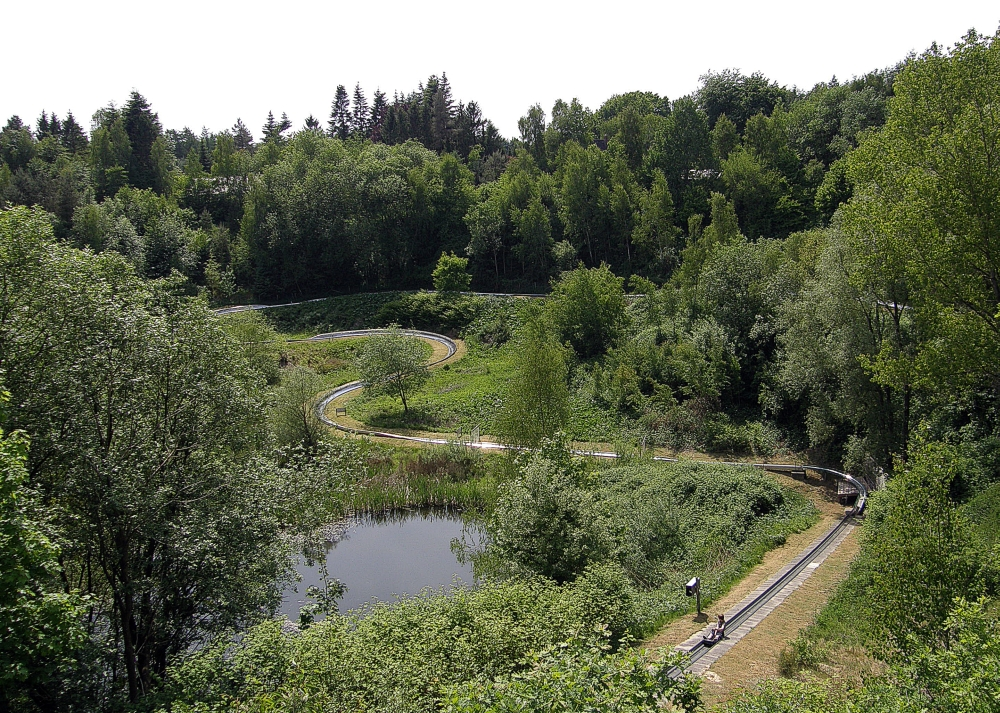
シュピールパルク・ヴィングスト

### スポーツとレジャー
- シュピールパルク・ヴィングスト（2008年まではシュピール・ウント・シュポルトパルク・ヴィングスト）は、広さ 5万 m2 で、レジャーハウスや60のスポーツ・遊具施設がある。主要なアトラクションには、ティーバーリフトを備えた全長 500 m の夏ソリのコース、ザイルを用いたアスレチックコースやアスレチックガーデン、Wasserspaßbahnがある。インタラクティブな遊技場「SmartUs」も特筆に値する[17]。
- 「屋内・屋外プール・ヴィングスト」には、全長 100 m の全天候型巨大ウォータースライダー、様々な深さに造られた長さ 16 m の屋内プール、マッサージ噴射機のある多目的水槽、ウォーターカノンがある。隣接する親子エリアには幼児用水槽がある。屋外エリアには「Z」字型の屋外プールがある。小プールは泳ぐことができないが、水深が深くなるにつれ、長さ 50 m の競泳用プールにつながっている。もう一つのプールは、飛び込み板や飛び込み台のある飛び込みプールである。子供遊戯広場がある日光浴広場もある[18]。
- 2009年に、長さ 6 km から 20 km の、ヴィングストを通る 5本の遊歩道に標識が整備された。2011年に長さ 30 m のノイハウス＝ビュルカウ運河も開発された。2013年にカーデンベルゲ周辺を周回する遊歩道網が拡充された[19]。
- 2011年に「ファミリー体験路」が完成した。その中核部には、インタラクティブなステーションを持つ森の体験路がある。道のりのおよそ半分の位置にヴィングストの森遊技広場とクアパルク・ヴィングストがある[20]。
- 「みんなのフィットネス」のスローガンの下、2010年と2011年にクアパルク・ヴィングスト内に新しい通年利用可能なフィットネス施設が設けられた[21]。
- 様々なローカルの自転車道や、広域自転車道「北海サイクル・ルート」がヴィングストを通り、オーステ川（ドイツ語版、英語版）、北海沿岸、エルベ川を結んでいる[22]。
- VfL ヴィングストはスポーツトレーニング施設を自主トレーニング用に貸し出している。スポーツグラウンドや体育館がすぐ隣にある。
- ヴィングストは、「ドプロック＝トゥルニアー」[23]によって乗馬の世界で国際的に有名である。乗馬スタジアムの向かい側に大きな屋内馬場がある。さらに、ヴィングストのヴェスターハムに大きな乗馬場がある。
- 2017年4月にヴィングストで初めてジャイアンツ・ランが開催された。これは自然の特長を利用したエクストリーム障害コース（オブスタクル・コース・レース）である[24]。

### 椿の栽培
カメリーエンパラディース・ヴィングストは2014年頃まで存在していた。これは世界で最も評価の高い椿園の1つであった。

### 年中行事
- ウンターエルベ乗馬・騎馬クラブの屋内乗馬大会、4月末
- 低地ドイツ語による礼拝、ヴィングストの森で昇天の日に開催される
- ヴィングスト動物園のこどもの日、5月
- 「クアパルクの夏の夜」6月から8月の金曜日の夜、クアパルク・ヴィングストでの無料クアコンサート
- ジャイアンツ・ラン、エクストリーム障害レース、6月初め
- ヴィングスト＝ヴェスターハム射撃祭、6月の第2週末
- ヴィングスト＝ヴァイセンモール射撃祭、6月の最終週末
- ヴィングスト＝ツォルバウム射撃祭、7月の第1日曜日とその前日の土曜日
- ヴィングスト＝ドプロック射撃祭、7月の第2週末
- ヴィングスト＝グリフト射撃祭、8月の第1週末
- 「ヴィングストのロデオ」、シュピールパルク、7月/8月
- 動物園の熱帯夜、7月の第3金曜日
- ベルクフェスト、市民レースがあるスポーツ祭、8月末/9月初め
- U11-北ドイツ水球ミニ＝カップ、屋内プール、11月
- ホテル・ペーターの料理講習会、秋/冬

## 経済と社会資本
ヴィングストは観光により生計を立てており、多くの保養所、ホテル、民宿、キャンプ場がある。静かで、比較的手つかずの風景が、保養観光の要因である。

### 交通

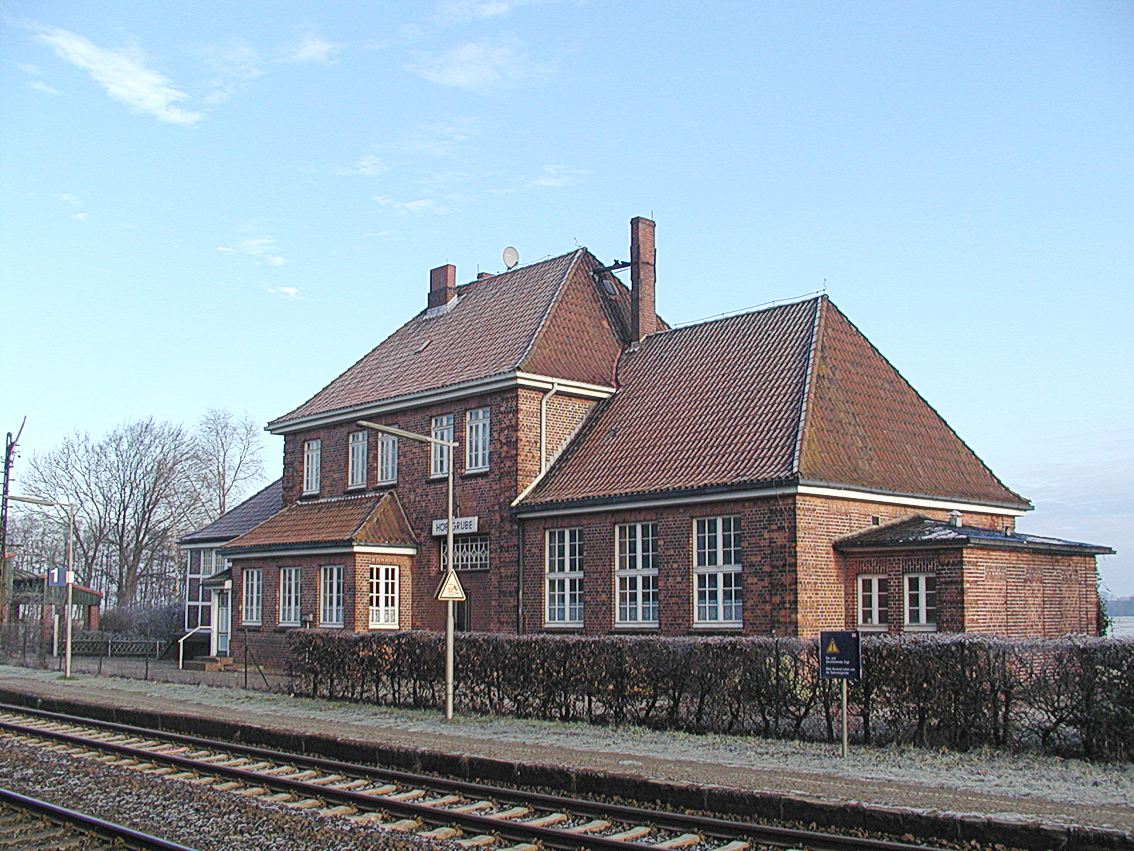
ヴィングスト駅（旧ヘフトグルーベ駅）

ヴィングストにはハンブルクからクックスハーフェンへの鉄道（スタート・ウンターエルベ交通会社 mbH）の駅（旧ヘフトグルーベ駅、現在はヴィングスト駅）がある。連邦道 B73号線がシュターデを、B27号線がクックスハーフェンを経由して、この町を広域自動車道に接続している。ヴィングスト周辺には良く整備された自転車道がある。旅客近郊交通は、オンデマンド乗合タクシーが担っている。

### 教育
- アム・ヴィングスター・ヴァルト基礎課程学校
- その他の学校は、隣接するカーデンベルゲにある。

## 関連文献
- Willi Klenck (1957). Heimatbuch des ehemaligen Kreis Neuhaus an der Oste
- Walter Umland (1995). Gemeinde Wingst. ed. Wingster Chronik. Otterndorf: Niederelbe Druck. ISBN 978-3-924239-33-6
- Männer vom Morgenstern, ed (1999). Hake Betken siene Duven“ – Das Sagenbuch von Elb- und Wesermündung (3. Auflage ed.). Bremerhaven. ISBN 978-3-931771-16-4

これらの文献は、翻訳元であるドイツ語版の参考文献として挙げられていたものであり、日本語版作成に際し直接参照してはおりません。

## 訳注
1. ↑  ヨハネス・ブーゲンハーゲン（ドイツ語版、英語版）のこと